# Mirko Marjanović (basket-ball)
Pour les articles homonymes, voir Marjanović.
Mirko Marjanović, (en serbe : Мирко Марјановић), est un ancien joueur et entraîneur yougoslave de basket-ball. 

## Palmarès
- Champion de Yougoslavie 1945